# Nikki Stone
Nikki Stone (n. 4 februarie 1971, Princeton, New Jersey, SUA) este o sportivă ce a reprezentat Statele Unite ale Americii, medaliată olimpică. A participat la o ediție a Jocurilor Olimpice (1998) în care a câștigat o medalie de aur.

## Participări
Lista de mai jos prezintă principalele competiții la care a participat Nikki Stone de-a lungul carierei.
- freestyle skiing at the 1998 Winter Olympics – women's aerials[*]